# Koganei
Koganei (japonsky 小金井市) je město v prefektuře Tokio v Japonsku. K roku 2018 mělo přes 124 tisíc obyvatel.

## Poloha a doprava
Koganei leží v oblasti Kantó u jihovýchodního pobřeží ostrova Honšú. Patří do prefektury Tokio a od centra Tokia je položeno směrem na západ.
Na východě sousedí Koganei s Musašinem, na jihovýchodě s Mitakou, na jihu s Čófu a Fučú, na západě s Kokubundži, na severu s Kodairou a na severovýchodě s Nišitókjó.
Na území Koganei jsou dvě nádraží společnosti JR East; obě na lince Čúó.

## Dějiny
Koganei vzniklo v roce 1889 sloučením několika vesnic. Na městečko bylo povýšeno v roce 1937 a na město v roce 1958.

### Rodáci
- Kunimicu Takahaši (*1940), závodník

## Hospodářství
V Koganei sídlí studio Ghibli.